# Desis risbeci
Desis risbeci là một loài nhện trong họ Desidae.
Loài này thuộc chi Desis. Desis risbeci được miêu tả năm 1931 bởi Lucien Berland.